# Кубок Південної Кореї з футболу 2023
Кубок Південної Кореї з футболу 2023 — 28-й розіграш головного кубкового футбольного турніру у Південній Кореї. Титул володаря кубка вп'яте здобув Пхохан Стілерс.

## Календар
| Раунд        | Дата             | Матчі | Клуби   |
| ------------ | ---------------- | ----- | ------- |
| Перший раунд | 4-5 березня 2023 | 14    | 58 → 44 |
| Другий раунд | 30 березня 2023  | 16    | 44 → 28 |
| Третій раунд | 12 квітня 2023   | 12    | 28 → 16 |
| 1/8 фіналу   | 24 травня 2023   | 8     | 16 → 8  |
| 1/4 фіналу   | 28 червня 2023   | 4     | 8 → 4   |
| 1/2 фіналу   | 1 листопада 2023 | 2     | 4 → 2   |
| Фінал        | 4 листопада 2023 | 1     | 2 → 1   |

## 1/8 фіналу
| Команда 1              | Рахунок | Команда 2           |
| ---------------------- | ------- | ------------------- |
| 24 травня 2023         |         |                     |
| Інчхон Юнайтед         | 3:0     | Кьоннам (2)         |
| Сувон Самсунг Блювінгз | 1:0     | Тегу                |
| Чоннам Дрегонз (2)     | 1:2 дч  | Ульсан Хьонде       |
| Чеджу Юнайтед          | 4:3     | Теджон Хана Сітізен |
| Соннам (2)             | 0:3     | Пхохан Стілерс      |
| Кімпхо (2)             | 2:3     | Канвон              |
| Чонбук Хьонде Моторс   | 5:2 дч  | Пхаджу Сітізен (3)  |
| Сеул Е-Ленд (2)        | 0:1     | Кванджу             |

## 1/4 фіналу
| Команда 1            | Рахунок      | Команда 2              |
| -------------------- | ------------ | ---------------------- |
| 28 червня 2023       |              |                        |
| Інчхон Юнайтед       | 3:2          | Сувон Самсунг Блювінгз |
| Ульсан Хьонде        | 1:1 пен. 5:6 | Чеджу Юнайтед          |
| Пхохан Стілерс       | 2:1          | Канвон                 |
| Чонбук Хьонде Моторс | 4:0          | Кванджу                |

## 1/2 фіналу
| Команда 1            | Рахунок      | Команда 2      |
| -------------------- | ------------ | -------------- |
| 1 листопада 2023     |              |                |
| Чеджу Юнайтед        | 1:1 пен. 3:4 | Пхохан Стілерс |
| Чонбук Хьонде Моторс | 3:1          | Інчхон Юнайтед |

## Фінал
| 4 листопада 2023 07:15 (EEST) |

| Пхохан Стілерс                                      | 4:2      | Чонбук Хьонде Моторс              |
| --------------------------------------------------- | -------- | --------------------------------- |
| Хан Чанхі 44' 1997 74' Кім Чону 78' Хон Юнсан 90+2' | Протокол | Сон Мін Кю 17' Густаво 51' (пен.) |

| Стадіон «Стіл'ярд», Пхохан Глядачів: 12 759 Арбітр: Лі Тончон |